# Miguel de Molinos
Miguel de Molinos Zuxia (Muniesa, 30 giugno 1628 – Roma, 28 dicembre 1696) è stato un presbitero, mistico e scrittore spagnolo.
Considerato il fondatore della corrente mistica religiosa chiamata quietismo, fu accusato di eresia dall'Inquisizione romana, costretto ad abiurare e condannato al carcere a vita.

## Biografia
I suoi genitori, Pedro Molinos e Ana María Zuxia, gli assegnarono il nome del nonno; un suo zio era sacerdote e una sorella era monaca a Valencia, dove egli si trasferì nel 1646 per studiare nel collegio di San Paolo, grazie all'aiuto economico di un facoltoso cittadino di Muniesa, Bernardo de Murcia. In quel collegio tenuto dai gesuiti, Manuel si laureò in teologia e fu ordinato sacerdote.
Poco è noto sulla sua vita passata a Valencia. Sembra che Molinos appartenesse alla confraternita chiamata Escuela de Cristo, che si occupava di istruire futuri direttori spirituali e promuovere l'edificazione di benemeriti della formazione religiosa. A questo scopo, nel 1663, la Deputazione del regno di Valenza lo inviò a Roma per sostenervi la causa di beatificazione del sacerdote Francisco Jerónimo Simón, morto nel 1612, già appartenente alla parrocchia valenciana di San Andrés.
A Roma, entrò nella filiale della Escuela de Cristo, presso la chiesa di Sant'Alfonso, appartenente agli agostiniani scalzi spagnoli, e fu conosciuto presso gli ambienti nobiliari ed ecclesiastici, tra i quali Cristina, l'ex-regina di Svezia stabilitasi a Roma, e il generale dei gesuiti Paolo Oliva.

### Il successo della «Guida spirituale»
Nel 1675 pubblicò in spagnolo la sua Guida spirituale che disinvolge l'anima e la conduce per l'interior cammino all'acquisto della perfetta contemplazione e del ricco tesoro della pace interiore, tradotta in italiano dal francescano alcantarino Juan de Santa Maria ed edita da Michele Ercole insieme con altro suo scritto, il Breve trattato sulla comunione quotidiana. L'edizione, che ebbe l'imprimatur del domenicano Raimondo Capizucchi, cardinale dal 1681, conobbe un successo straordinario e fu ristampata a Roma e a Venezia già nel 1677. Conobbe un'altra edizione romana nel 1681, mentre a Venezia fu ristampata ancora nel 1678, nel 1681, nel 1683 e nel 1685; in Spagna fu pubblicata nel 1676, nel 1677 e nel 1685. Da quest'anno, nel quale il Molinos fu arrestato dall'Inquisizione, in Italia non vi furono più edizioni della Guida spirituale, che conobbe invece un largo successo nei paesi riformati: fu pubblicata in traduzione latina a Lipsia nel 1687, nel 1688 in francese ad Amsterdam, in olandese a Rotterdam, e in inglese a Londra, mentre ebbe una traduzione in tedesco a Francoforte nel 1689.
Il libro non costituì soltanto un successo editoriale ma fece dei proseliti, che seguirono le indicazioni della Guida sul modo di «giungere a Dio» non attraverso la meditazione e i ragionamenti, ma «con la pura fede e la contemplazione». Il cardinale Francesco Albizzi fu incaricato dal Sant'Uffizio, allarmato dalla diffusione del fenomeno, di predisporre una relazione, che fu presentata il 12 aprile 1682: in essa si indicava l'esistenza di gruppi organizzati di fedeli del Molinos che si erano costituiti a Milano, in Valcamonica, in Liguria, a Napoli. Nella capitale del Regno erano alcune migliaia. Il fenomeno fu denunciato pubblicamente nel 1682 dall'arcivescovo Innico Caracciolo, che in quell'occasione sembra aver utilizzato, per la prima volta, il termine quietismo.

### I sospetti di eresia

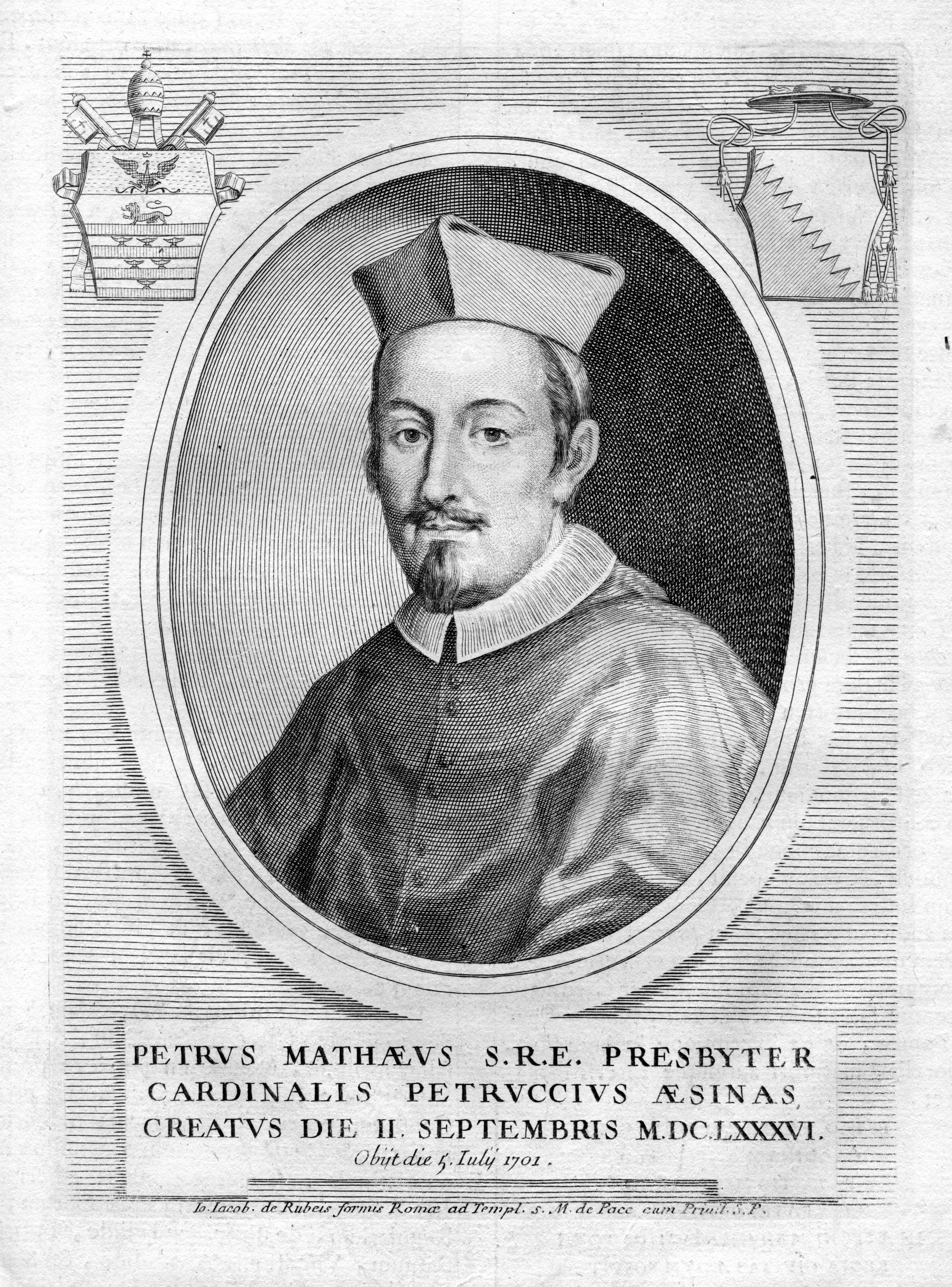
Pier Matteo Petrucci

Già iniziative polemiche nei confronti delle indicazioni del Molinos erano state prese dai gesuiti, che lo rimproverarono di presentare la meditazione come un esercizio inutile o, peggio, disprezzabile: a queste prime critiche il Molinos rispose nel 1676 con le Cartas a un caballero espaňol, negando di sostenere una tale posizione. Tuttavia gli attacchi dei gesuiti continuarono: nel 1678 Gottardo Belluomo pubblicò a Modena Il pregio e l'ordine delle orazioni ordinarie, Daniello Bartoli pubblicò nel 1679 Che orazione sia quella che chiamiamo di quiete, Paolo Segneri mandò alle stampe nel 1680 la Concordia tra la fatica e la quiete nell'orazione, dedicato al cardinale Federico Baldeschi Colonna, e a loro si unì nel 1682 il minorita Alessandro Regio con la sua Clavis aurea.
Il 15 febbraio 1682, il cardinale Alderano Cybo-Malaspina scriveva ai vescovi del pericolo rappresentato da certi direttori spirituali che instillano «nella mente de' semplici diversi grandissimi e perniciosissimi errori, che poi abortisce anche in aperte eresie et abominevoli laidezze», rendendo equivalente, secondo un topos consolidato, l'eresia alla depravazione morale.
Tuttavia furono proprio i libri del Regio e di due gesuiti a essere messi all'Indice, quello del Belluomo il 26 novembre 1681 e l'opera del Segneri il 15 dicembre 1682, mentre uno dei seguaci della nuova dottrina, Pier Matteo Petrucci, nel 1681 diveniva vescovo di Jesi e nel 1686 otteneva la berretta cardinalizia, segno della stima di cui il Molinos godeva nella curia pontificia e specialmente presso papa Innocenzo XI.
Vi è chi ha sostenuto che la svolta decisiva della vicenda sia stata dovuta all'intervento di Luigi XIV: questi, in cattivi rapporti con il papa e intenzionato a porsi come campione della causa cattolica - di lì a pochi mesi abrogherà l'editto di tolleranza nei confronti dei protestanti emanato da Enrico IV - e convinto dal suo confessore, il gesuita François d'Aix de La Chaise, che il quietismo rappresentasse un'eresia protestante, intervenne, attraverso il suo ambasciatore a Roma, il cardinale César d'Estrées, chiedendo l'arresto del Molinos.
Agli attacchi al Molinos e al Petrucci si univano quelli rivolti al cardinale Giovanni Battista De Luca, incaricato dal papa di elaborare un progetto di riforma della Curia, e sembra che lo stesso Sant'Uffizio stesse segretamente esaminando lo stesso Innocenzo XI. Nella Congregazione dell'Inquisizione erano infatti particolarmente attivi i maggiori avversari del papa: il cardinale Francesco Albizzi e Pietro Ottoboni, fautore quest'ultimo di un riavvicinamento tra la Santa Sede e la Francia. La polemica sul quietismo potrebbe così esser stata parte di una strategia atta a mettere in difficoltà Innocenzo XI, difensore fino ad allora del Molinos e del Petrucci.

### Il processo e la condanna
Miguel de Molinos fu arrestato il 18 luglio 1685. Il processo ebbe un avvio lento, per la necessità di acquisire non facili elementi di prova sulle presunte deviazioni dottrinali del prete spagnolo attraverso l'esame del suo libro, ma non solo. Fu costruita una grottesca impalcatura di accuse di immoralità che il Molinos, posto sotto tortura, non ebbe la forza di respingere, finendo per confessare qualunque cosa gli venisse imputata. In mancanza degli atti processuali, che furono distrutti dai funzionari del Sant'Uffizio alla fine del Settecento per sottrarli al sequestro dei Francesi, può dare un'idea del tenore delle imputazioni quanto il vescovo di Teano, Giuseppe Nicola Giberti, scrisse nel 1687 nel suo Ragguaglio della pessima vita di Michele Molinos:
Dalla Guida spirituale furono estratte 68 tesi considerate eretiche: in esecuzione della sentenza emessa il 3 settembre 1687, fu costretto a pronunciare formale abiura nella chiesa di Santa Maria sopra Minerva il 13 settembre 1687 e fu condannato per eresia e immoralità alla reclusione perpetua. Il papa ratificò la sentenza il 20 novembre con la bolla Coelestis pastor e il Molinos morì in carcere nove anni dopo.

## Il quietismo di Molinos
(M. de Molinos, dalla Guida spirituale)
L'opera di Molinos rappresenta il crepuscolo della brillante tradizione mistica spagnola. Sebbene la guida spirituale ed il suo quietismo non ebbero riverbero in Spagna, generò sufficiente interesse negli stranieri: fu tradotta in latino, francese, olandese, italiano, tedesco, e inglese; in 15 anni furono fatte 20 edizioni in diverse lingue. Il quietismo ebbe ripercussione soprattutto in Italia dove cardinali come Casanate, Carpegna, Azzolini ed il medesimo D'Estrées si onorarono della amicizia con Molinos, ed altri come Colloredo, Ciceri e Petrucci, vescovo di Jesi, la abbracciarono apertamente, incluso papa Innocenzo XI, che parve essere molto favorevole a Molinos e disposto a farlo cardinale. Anche in Francia vi furono polemiche, il padre François Lacombe, madame Jeanne Guyon e lo stesso Fénelon diffusero il quietismo. Fénelon ne appoggiò la dottrina sull'amor divino. Intervenne alla fine Bossuet che cercò di eradicare la sua dottrina. Più recentemente il quietismo ha attirato l'attenzione del poeta José Ángel Valente, al quale ispirò la poesia del silenzio ed alcuni dei suoi postulati, o l'attenzione del poeta portoghese Miguel Torga.
La contemplazione mette insieme allo stesso tempo due sorgenti: da una parte l'obiettivo dell'unione mistica, dall'altro il metodo per ottenerlo. In questo metodo le concezioni preferite da Molinos sono l'annichilazione, l'accoglimento, la morte mistica, il silenzio della preghiera, infine, la sospensione della parola, della comprensione. Potrebbe essere che questo concetto della contemplazione causò il sospetto teologico. Si scontravano infatti due correnti di spiritualità: il non discorsivo e contemplativo ed il discorsivo e meditativo proprio dei Gesuiti, principali detrattori del quietismo.
I contenuti teologici della bolla papale dello stesso Innocenzo XI del Sant'uffizio che condannò il quietismo (Caelestis Pastor del 20 novembre 1687) sono infatti abbastanza poveri. L'argomento più ripetuto è l'immoralità e l'incitamento al peccato, intendendo molto spesso implicitamente od esplicitamente per peccato, la condotta sessuale. La logica di questa derivazione è abbastanza chiara: si accusa Molinos di promuovere una spiritualità che sospenda, in virtù dell'appello alla quiete, la responsabilità morale; da qui ne deriva un'irresponsabilità morale che conduce, tra gli altri, alla mancanza di continenza sessuale. In sintesi gli argomenti furono i seguenti:
1) Molinos incarna una tendenza naturale, scritta nella natura umana, ad evitare gli sforzi, in questo caso gli sforzi spirituali, la pratica della virtù.

2) Nel difficile equilibrio tra sforzo e grazia divina, Molinos ed il quietismo esagerano l'elemento della grazia; esso pare esimerli dallo sforzo, li precipita nell'abbandono.

3) Il quietismo esagera la passività, fino al punto di eliminare la volontà, la responsabilità, esso conduce di fatto all'ozio spirituale.

4) Il quietismo modifica il carattere dell'unione mistica, andando verso una forma di panteismo, dove tutti i limiti tra la creatura e Dio spariscono.

## Opere
- La devoción de la buena muerte, Valencia, 1662 (pubblicata sotto lo pseudonimo di Juan Bautista Catalá)
- Defensa de la contemplación, Madrid 1983 [include in appendice Las 263 proposiciones iniciales e Las 68 proposiciones condenadas)
- Scioglimento ad alcune obietione fatte contra il libro della Guida Spirituale ("Solución de algunas objeciones contra la Guía Espiritual"); appéndice a Defensa de la contemplación, Madrid 1988